# Breivikbotn
Breivikbotn este o localitate din comuna Hasvik, provincia Finnmark, Norvegia, cu o suprafață de 0,34 km² și o populație de 306 locuitori (2013).